# 那珂川町馬頭広重美術館

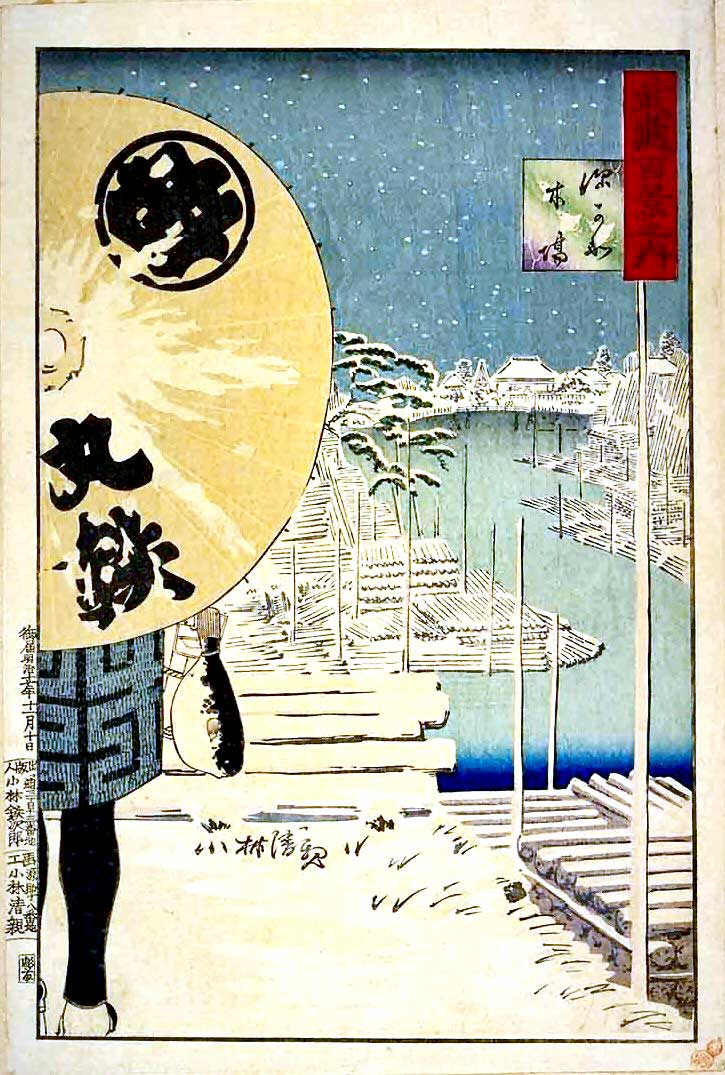
小林清親『深かわ木場』

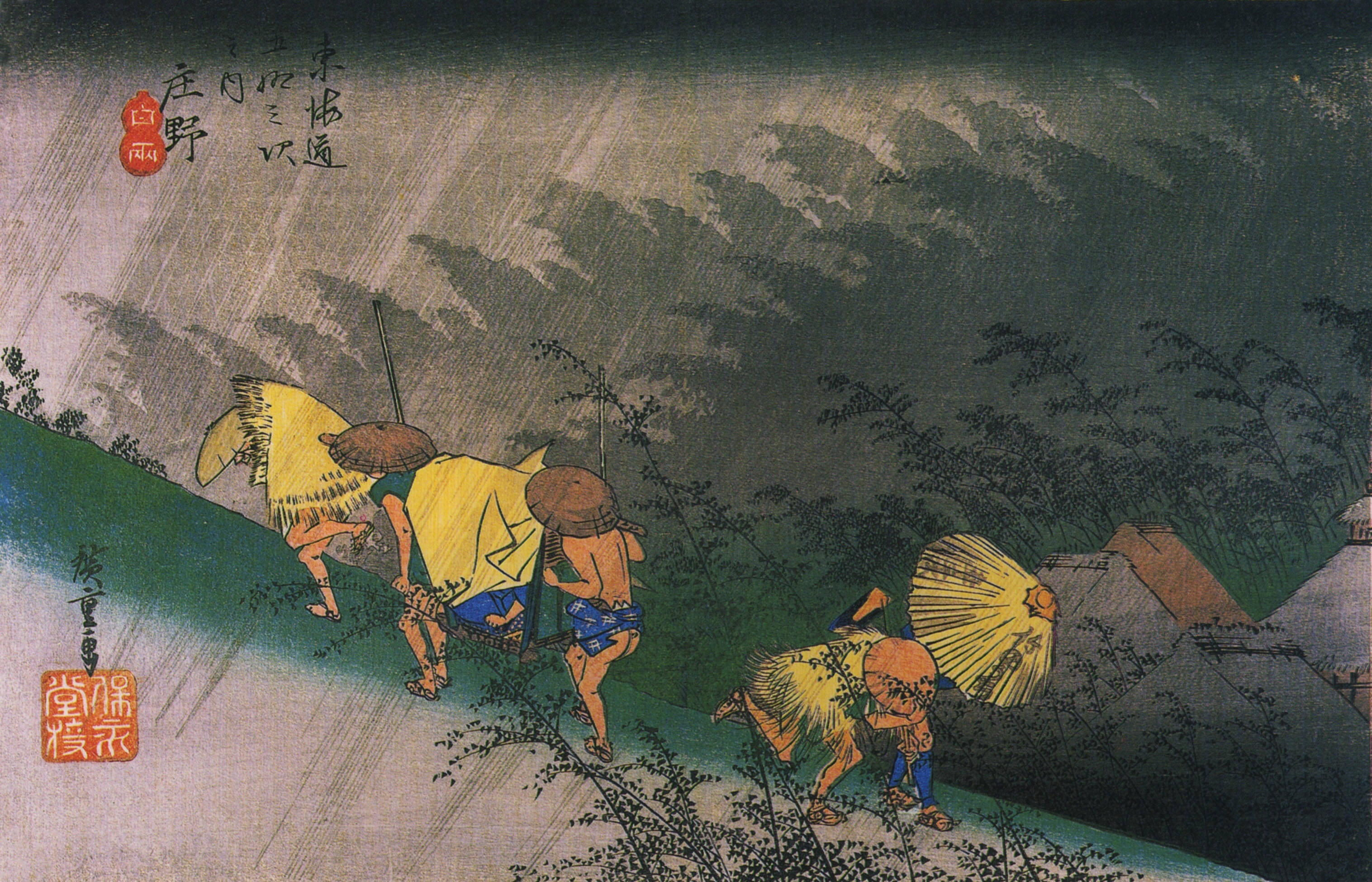
歌川広重『東海道五十三次・庄野』（1833年）

那珂川町馬頭広重美術館（なかがわまちばとうひろしげびじゅつかん）は、栃木県那須郡那珂川町にある町立美術館である。
歌川広重の版画・肉筆画94点のほか、小林清親・川村清雄・徳富蘇峰の作品や関係資料など約4500点を所蔵・展示している。中でも「天童広重」十数点を含む広重の肉筆画の所蔵点数が40を超え、全国の美術館でも多いことが特色である。

## 概要
この美術館は、那珂川町の商店街と里山散策路に挟まれた公共性の高い土地を生かして、美術館を中心とした町づくりを構想の核として馬頭町（当時）により設置され、2000年（平成12年）11月3日にオープンした。
青木藤作のコレクションが遺族より那珂川町へ寄贈されたものが、「青木コレクション」として同館所蔵品の中心作品となっている。館名の「広重」は、青木が広重の作品を好んだことによる。
美術館建物の設計は建築家の隈研吾によるもので、林野庁長官賞（2000年）・マロニエ建築賞（2000年、栃木県知事）・村野藤吾賞（2001年）・第42回BCS賞（2001年）・日本建築学会作品選奨（2003年）を受賞している。
美術館周辺には、蕎麦屋や洋食屋、美術館併設のカフェ（不定休）がある。

## 開館までの経緯（青木コレクション）

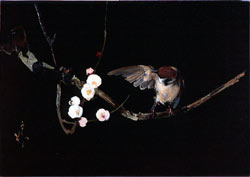
川村清雄『梅に雀』

1996年（平成8年）に、前年1月に発生した阪神・淡路大震災で被災した青木藤作の遺族から、歌川広重の肉筆画を中心とするコレクション寄贈の申し出が馬頭町（現・那珂川町）にあったことが美術館設立のきっかけである。
青木藤作（1870年〈明治3年〉 - 1946年〈昭和21年〉）は、栃木県塩谷郡熟田村狭間田（現・さくら市）に生まれ、肥料店を佐久山・氏家・西那須野で営み、実業家として成功する一方で、広重の肉筆画や版画をはじめとする美術品を収集し、また、徳富蘇峰と生涯にわたる交流を持ち続けた人物であった。
遺族は、コレクションを一括して所蔵・展示するところへの寄贈を望み、栃木県の援助を受けて町立の「馬頭町広重美術館（現・那珂川町馬頭広重美術館）」設立が決定した。

## 老朽化問題と改修工事
隈研吾が設計した美術館は開館当初は美しい外観を備えていたが、木材が風雨に曝されるというデザイン上の特徴のため、開館から24年が経過した2024年には、雨漏りなどを伴う著しい劣化が見られ、必要となった大規模改修工事の費用約3億円を賄うためにクラウドファンディングなどで資金を募集した。設計を手がけた隈は老朽化の要因として、建設当時の「保護塗料の性能の低さ」を挙げているが、建築エコノミストの森山高至からは、不適切な材料を不適切な場所に使用していると指摘されている。
2025年（令和7年）7月からの改修工事で、外壁の杉のルーバーは維持しつつ屋根をアルミ製とし、2026年（令和8年）2月に完了することになった。

## 開館時間・休館日

### 開館時間
- 午前9時30分 - 午後5時00分（入館は午後4時30分まで）

### 休館日
- 月曜日・祝日の翌日、展示替え休館あり[9]

## 入場料
- 特別展：大人700円、高校生・大学生400円（20名以上団体料金、大人630円、高校生・大学生360円）
- 企画展：大人500円、高校生・大学生300円（20名以上団体料金、大人450円、高校生・大学生270円）

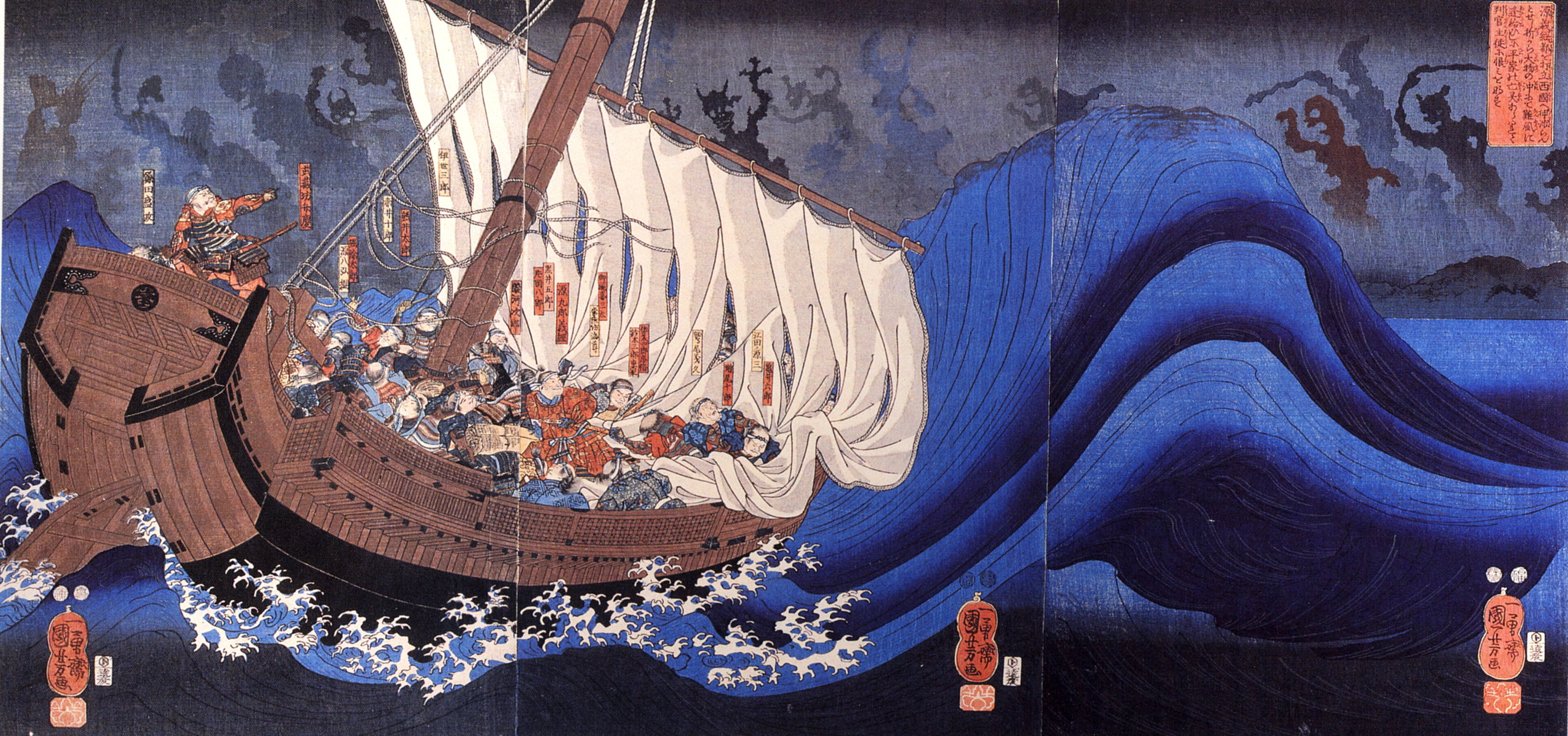
歌川国芳『大物浦平家之亡霊』平家の亡霊に追われる義経一行（1849年 - 1851年頃）

  - 中学生以下無料
    - 年に何回か無料開放日が設けられている[9]。

## 交通

### 電車・バス
- JR氏家駅より関東自動車バス「馬頭車庫行き」で約60分、「室町（旧馬頭役場前）」下車
- JR烏山駅より那珂川町コミュニティバス馬頭烏山線「那珂川町役場行き」で約40分、「室町」下車
- JR西那須野駅より関東自動車バス「馬頭車庫行き」で約60分、「馬頭役場前」下車
- バス停から徒歩2分〜3分。

### 車
- 常磐自動車道那珂インターより1時間
- 東北自動車道矢板インターより50分
- 東北自動車道宇都宮インターより50分
- レンタカーを利用の際はJR宇都宮駅・JR那須塩原駅でも借りることができる。